# Abadou (kommun)
Abadou (franska: Abadou (CR), Abadou (Commune Rurale), arabiska: أيت اورير (البلدية)) är en kommun i Marocko.   Den ligger i provinsen Al Haouz och regionen Marrakech-Safi, i den centrala delen av landet, 270 km söder om huvudstaden Rabat. Antalet invånare är 9 905.